# Blauer See (Lehrte)
Der Blaue See ist ein Baggersee im Ortsteil Ahlten von Lehrte, Region Hannover, Niedersachsen. Er liegt zwischen Lehrte und Ahlten unmittelbar südlich der Autobahn A 2.
Der See entstand von 1934 bis 1936 im Zuge des Autobahnbaus Hannover–Berlin. Nach 1960 wurde für den Autobahnbau Hannover–Kassel noch mehr Sand und Kies gebraucht und der See hierfür ausgebaggert und erweitert. Das Gewässer liegt im Landschaftsschutzgebiet Ahltener Wald.
Der See wird vom Sportanglerverein Hannover und Umgebung als Angelgewässer genutzt; er befindet sich größtenteils in dessen Eigentum. Gefangen werden Aal, Hecht, Weißfische und Zander. Im Sommer wird der See trotz eines Badeverbots in der Landschaftsschutzgebietsverordnung von vielen Naherholungsuchenden zum Baden genutzt.
In der Region Hannover gibt es noch mindestens zwei weitere Seen mit diesem Namen, den Blauen See (Misburg) etwas weiter westlich und den Blauen See (Garbsen) etwa 20 km westlich im Nordwesten von Hannover. Alle drei Seen liegen an der Autobahn A 2.
Unmittelbar neben dem Blauen See bei Ahlten befindet sich ein weiterer, etwa 1,5 Hektar großer See in Privatbesitz. Nach dem Eigentümer wird dieser See landläufig als „Müllersee“ bezeichnet.